# Dwór sołtysów w Niemojowie
Dwór sołtysów (niem. Freirichterei) – ruiny w Niemojowie w województwie dolnośląskim, w południowo-wschodniej części Gór Bystrzyckich.

## Położenie
Ruiny kamiennego dworu z 1576 roku położone są w dolinie Dzikiej Orlicy, we wsi Niemojów (gmina Międzylesie). Dwór został wzniesiony w dolinie na rozległej platformie nadrzecznej na wysokości 550 m n.p.m. W pobliżu przebiega dziś Droga Śródsudecka, nadgraniczna droga Zieleniec-Międzylesie.

## Historia
Wcześniej na miejscu obecnego dworu miał istnieć cesarski dwór myśliwski Worlitz. Kamienny dwór powstał w latach 1573-1576 wraz z założeniem wolnego sołectwa.
W 1647 roku w dworze sołtysów kwaterował feldmarszałek cesarski hr. Rudolf von Montecuccoli. W końcu XVII wieku wieś stała się własnością prywatną i najprawdopodobniej na ten okres trzeba datować znaczną rozbudowę tego dworu. Następna modernizacja budynków dworskich nastąpiła w latach 20. XVIII wieku, kiedy właścicielem domu był Franz von Ruprecht, po którym pozostały zdobione obramowania okienne oraz tablica z datą 1727 i nazwiskiem właściciela. Następną modernizacją w 1764 roku była budowa bramy i furty. W 1840 roku właścicielką dworu stała się księżna Marianna Orańska. Do 1939 roku w dworze należącym do rodziny Höhne znajdowała się gospoda. W siedmiu pokojach udostępnionych dla gości było 20 łóżek. Dziedziniec dworu służył wielu malarzom jako motyw. II wojnę światową dwór przetrwał bez większych zniszczeń. Po 1945 roku dwór był własnością skarbu państwa i stopniowo popadał w ruinę. W 1960 roku został objęty ochroną konserwatorską. W 1993 już jako ruina przeszedł w ręce prywatne.

## Wyjątkowy stop architektoniczny
Nigdzie wcześniej nie stosowano tak bogatych ukształtowań obramowań okiennych czy też wyjątkowej loggi widokowej – było to spotykane tylko w pałacach.

## Dwór obecnie
Obecnie dwór to dobrze zachowana ruina. Budynki wybudowane były z nieobrobionego kamienia skalnego, a ich ściany mają do 1 m grubości. Wszystkie budynki stoją wokół rozległego dziedzińca folwarcznego. Z pięciu niegdyś dużych budowli do dzisiejszych czasów zachowały się trzy. Budynek dworu (od południa) i budynek gospodarczy (od północnego wschodu) są najlepiej zachowanymi obiektami, ich ściany sięgają 6–7 m wysokości. Trzeci (przyległy do budynku dworu), budynek gospodarczo-mieszkalny jest bardziej zniszczony, a jego ściany sięgają pierwszej kondygnacji. Dwa pozostałe budynki gospodarcze zamykające dziedziniec od zachodu nie przetrwały do dziś.